# Made of Bricks
Made of Bricks è il primo album in studio della cantante britannica Kate Nash, pubblicato il 6 agosto 2007 dalla Fiction Records.
Raccoglie sia canzoni scritte anni prima che delle nuove venute alla luce durante il periodo di convalescenza in seguito alla rottura di un piede.

## Tracce
1. Play – 1:11
2. Foundations – 4:05
3. Mouthwash – 5:01
4. Dickhead – 3:42
5. Birds – 4:25
6. We Get On – 4:34
7. Mariella – 4:15
8. Shit Song – 3:05
9. Pumpkin Soup – 2:59
10. Skeleton Song – 5:07
11. Nicest Thing – 4:05

Traccia bonus nell'edizione britannica
1. "Merry Happy" - 13:10

Tracce bonus nell'edizione giapponese
1. "Habanera Tango Version" (2:24)
2. "Old Dances" (4:20)
3. "Navy Taxi" (5:35)

## Classifiche
| Classifica (2007) | Massima posizione |
| ----------------- | ----------------- |
| Australia         | 96                |
| Austria           | 51                |
| Belgio            | 20                |
| Francia           | 39                |
| Germania          | 38                |
| Irlanda           | 8                 |
| Paesi Bassi       | 41                |
| Regno Unito       | 1                 |
| Stati Uniti       | 36                |
| Svizzera          | 39                |